# Vila Verde de Ficalho
Vila Verde de Ficalho is een plaats (freguesia) in de Portugese gemeente Serpa en telt 1446 inwoners (2001).